# Riez
Riez-la-Romaine redirige ici.
Pour les articles homonymes, voir Riez (homonymie).
Riez, prononcé localement [ʁiˈjɛs] (en provençal Riés), est une commune française située dans le département des Alpes-de-Haute-Provence en région Provence-Alpes-Côte d'Azur.

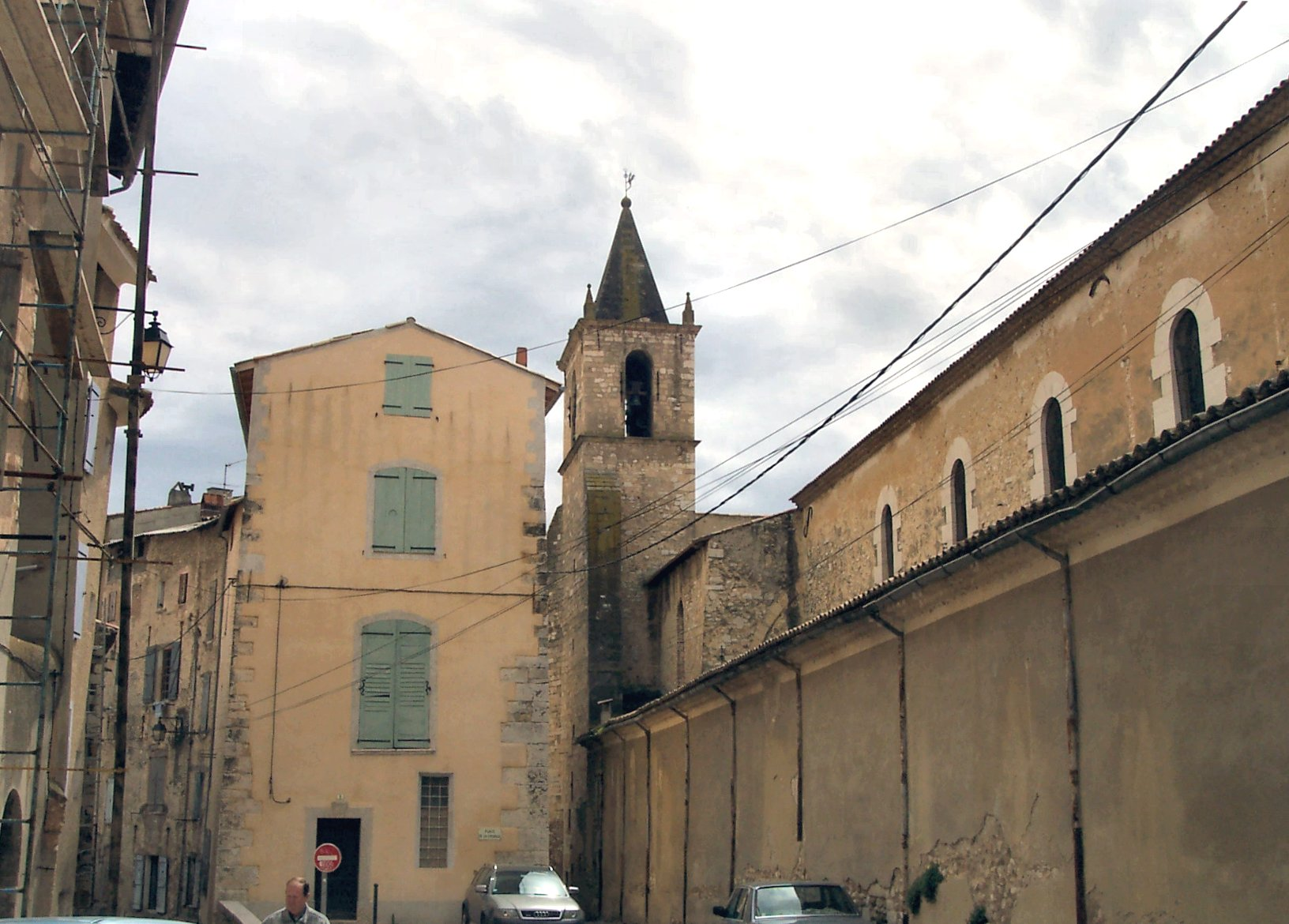
Façade sud de la cathédrale.

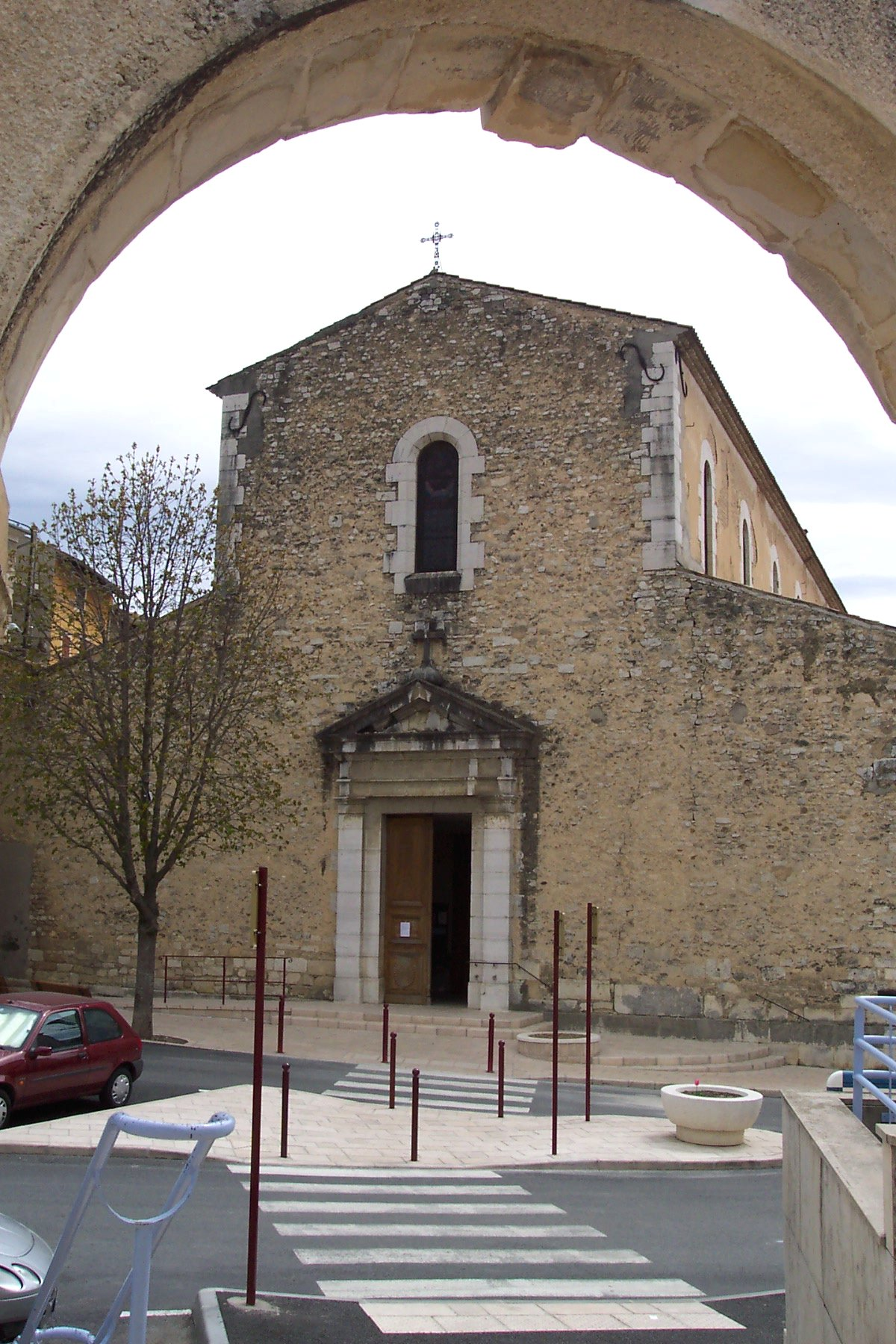
Façade ouest de la cathédrale.

## Toponymie
Ses noms successifs sont Colonia Julia Augusta Apollinarium Reiorum, Alebaece Reiorum Apollinarium (Ier siècle), Reii Apollinares (IVe siècle), Reii (Ve siècle). L’étymologie est donc transparente : le nom du village s’est formé sur celui de l’ethnie gauloise des Reii, dont Xavier Delamarre interprète le nom comme « Les Libres », avec le suffixe latin -ensis, signifiant cité des Reii,. Charles Rostaing adhère à cette interprétation, mais signale également une hypothèse tirant ce nom du ligure Rek, signifiant montagne.
Le nom de la commune en provençal est également Riez.

## Histoire

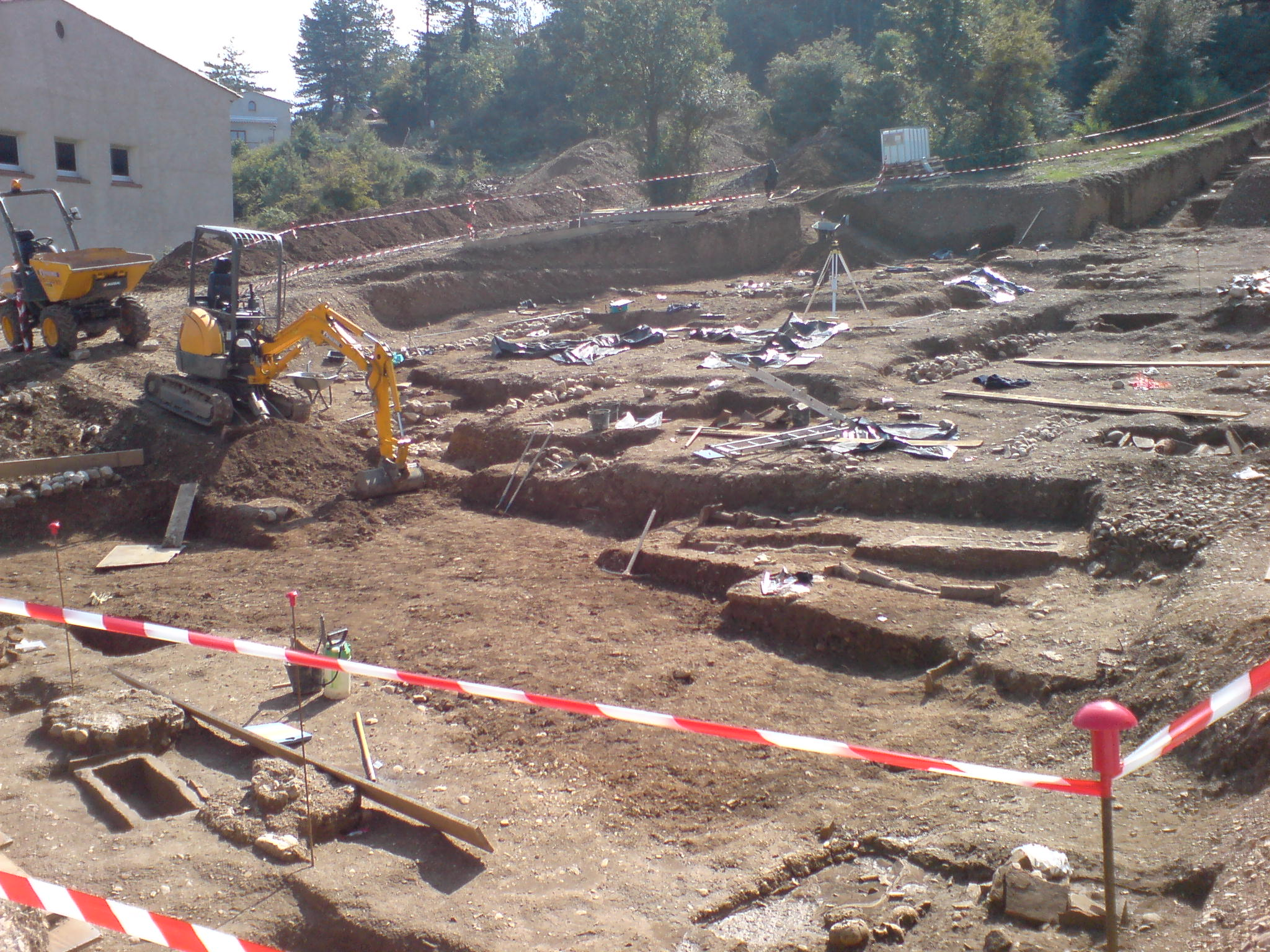
Fouilles d’un cimetière du Bas-Empire en 2008.

### Antiquité
Riez est considérée comme l’ancienne capitale des Reii, peuple gaulois qui occupait la butte Saint-Maxime avant la conquête romaine. L’attribution de Riez aux Albices est abandonnée depuis les recherches de Guy Barruol dans les années 1950. Selon la Carte archéologique des Alpes-de-Haute-Provence, elle relevait soit des Salyens, soit des Voconces.
Les Romains fondent une colonie (la Colonia Julia Augusta Apollinarium Reiorum) dans la plaine, qui devient ensuite l'une des treize cités de droit latin de la Narbonnaise, ce qui lui permet de devenir un centre important,. Gouvernée par des quattuorvirs, elle bénéficie notamment de la construction, en l’an 3 apr. J.-C., d’une voie qui la relie à Aix et traverse le Verdon à Garruby. Une voie figurée sur la Table de Peutinger la reliait à Fréjus ; enfin, une troisième voie est identifiée en direction de Digne.
L’implantation d’une agglomération est attribuée à la présence d’une plaine alluviale (520 m d'altitude), et à la ligne de sources surgissant au pied de la commune. Les fouilles de Benjamin Maillet en 1842, récemment reprises (en 2003), ont mis au jour un complexe thermal romain. Deux nécropoles ont été fouillées, deux autres sont probables.
Son siège épiscopal (dont  le premier titulaire connu est Maxime, précédemment abbé de Lérins, qui fut consacré vers 434, mourut probablement vers 460 et fut très tôt vénéré comme saint) et sa situation privilégiée (au carrefour entre trois vallées sur une des routes majeures reliant les Alpes à la Basse Provence) permirent ensuite à Riez de conserver son importance pendant tout le Moyen Âge. L’engorgement du Colostre, provoquant des inondations, poussa le village à s’implanter sur la colline Saint-Maxime, où l’évêché fut transféré. La plaine est de nouveau habitée seulement à partir du XIIe siècle.

### Moyen Âge
La ville conserve donc un rôle de capitale régionale tout au long du Moyen Âge. Elle accueille deux conciles : l'un en novembre 439, au cours duquel Armentarius, évêque d’Embrun, fut déposé, et l'autre en 1285,. Au début du Haut Moyen Âge (VIe – VIIe siècles), l’agglomération de la plaine est abandonnée, au profit d’un site fortifié sur le sommet aplati de la colline Saint-Maxime, à 637 m d’altitude. Pendant toute la période médiévale, les seigneurs de la cité étaient les évêques, qui exerçaient sur celle-ci une double autorité, temporelle et spirituelle. Le siège cathédral est transféré de l’église de la plaine, Notre-Dame de la Sède, à l’église Saint-Maxime de la colline, avant cette époque ; mais le culte était célébré par les évêques et le chapitre dans les deux églises jusqu’au XVe siècle.
Au Xe siècle, des cadets des vicomtes de Marseille s’emparent de Riez et y bâtissent une motte castrale au lieu-dit Mauroue, qui est mentionné en 1190. La motte était protégée par un fossé large de 10 mètres. Au Moyen Âge central (environ 1000-1350), l’agglomération se divise entre ville haute ou Château, et ville basse ou bourg ou encore ville. Cette seconde partie de la cité s’agrandit avec les bourgs Saint-Sols, Bourg Neuf et le faubourg Saint-Marc. Le commerce était facilité par la présence de deux ponts, le pont Notre-Dame et le pont du Reclus. La ville est alors un marché de redistribution qui confirme son rôle de capitale régionale. Parmi les autres signes indiquant ce rayonnement, il faut mentionner l'installation d'ordres mendiants (les couvents des cordeliers et des capucins sont construits hors-les-murs, celui des ursulines à l’intérieur de la cité), et la présence, en 1305, d'une petite communauté juive comptant 8 feux. L’église de Riez est « société » (c’est-à-dire, jumelée) avec celle de Vernon (en Normandie) en 1232, les deux églises rendant un culte à saint Maxime de Riez.
La fin du Moyen Âge est marquée par plusieurs épisodes meurtriers et destructeurs. En 1334, à la Toussaint, lors d'un tournoi tenu à Riez, Guillaume Maurini, clavaire de Digne (1317-1324) originaire de Riez, fit transporter son ami, le noble Annibal de Moustiers, dans sa maison après sa blessure mortelle qu'il y avait reçue. Elzéar d'Oraison, seigneur d'Oraison et citoyen de Digne, fut actif dans la résistance aux troupes de l'Archiprêtre puisque, en 1358, il apparaît comme commissaire aux fortifications de la ville de Riez. En décembre 1361, la troupe espagnole de Tristamine, qui ravageait la Provence, prend Riez d’assaut, avant de la mettre à sac. Raybaud de Châteauneuf, gouverneur du château épiscopal, résiste dans sa forteresse. Les Espagnols détruisent les habitations de la ville haute et de la ville basse, tout en continuant le siège du château. Celui-ci n’est levé que le 28 janvier 1362, après la signature d’un traité le 24 à Draguignan.
La ville ne se relève pas de cette dévastation, survenue peu de temps après la Grande Peste : la muraille d’enceinte est reconstruite sur un périmètre réduit, en 1381-1384. Elle ne compte plus que deux portes, au lieu des cinq de la précédente muraille et est constamment renforcée au cours du XVe siècle. À la même époque, plusieurs projets de démolition de la cathédrale antique sont proposés, et partiellement mis en œuvre. Un premier hôpital, dit hôtel du Saint-Esprit, existait avant 1404.
Après la guerre de Cent Ans et une fois la sécurité revenue, de 1442 à 1471, 20 familles venues d'Entrevaux s'installent à Riez afin de repeupler la communauté.

### Temps modernes
C’est au début du XVIe siècle que Notre-Dame de la Sède est complètement détruite, et Saint-Maxime est la seule cathédrale en 1520.
Durant les guerres de religion, La Valette, duc d’Épernon, fait moderniser les défenses du château en lui ajoutant des bastions, en le pourvoyant d'une artillerie et en y installant une garnison corse/. Celle-ci vit sur le pays, et défend mal la ville contre l’attaque des protestants conduits par Thadée de Baschi, seigneur d'Estoublon en 1574 : ceux-ci s’en emparent par surprise, avant l’aube, le 6 juillet 1574. Ces huguenots étrangers à la ville l'occupent quelque temps avant de la quitter en décembre, abandonnant les huguenots natifs de Riez. Parmi les dégâts, on signale l’incendie du chœur de la cathédrale, dont la voûte s’effondre, et la destruction de son clocher. Des livres anciens sont brûlés. Le couvent des Cordeliers est également incendié. En 1596, le château et la cathédrale Saint-Maxime sont détruits par la population de Riez. Cependant Riez est avec Seyne et Manosque, l'une des trois seules villes de Haute-Provence qui aient eu régulièrement un pasteur protestant jusqu'à la révocation de l'édit de Nantes en 1685.
La situation de Riez, sur un carrefour entre les itinéraires de Valensole à Moustiers et de Digne à la vallée du Verdon, permet à la foire établie à la fin du Moyen Âge de se maintenir jusqu’à la fin de l’Ancien Régime,. C’est aussi cette position et l’importance du bourg qui justifient l’installation d’un bureau de la poste royale à la fin de l’Ancien Régime.
En 1632, la société (ou le jumelage) de l’Église de Riez avec celle de Vernon, conclue en 1232, est renouvelée.
En 1717-1718, l’évêque Louis-Balthazar Phélipeaux d’Herbaut rénove et agrandit un bâtiment du centre-ville pour en faire un hôpital, l’Hôtel Dieu. Il construit également un séminaire, ouvert en 1719. Riez est un des rares bourgs de Haute-Provence à accueillir avant la Révolution une loge maçonnique, nommée Saint-Jean des Harmoniphiles (« des amis de l’harmonie ») et affiliée à la loge de Saint-Jean d’Écosse de Marseille.

### Révolution française
Peu avant la Révolution, l’agitation monte. Outre les soucis fiscaux remontant à plusieurs années, la récolte de 1788 est mauvaise et l’hiver 1788-89 très froid. L’élection des États généraux de 1789 est préparée par celles des États de Provence de 1788 et de janvier 1789, ce qui contribue à faire ressortir les oppositions politiques de classe et à provoquer une certaine agitation. C’est au moment de la rédaction des cahiers de doléances, à la fin du mois de mars, qu’une vague insurrectionnelle secoue la Provence. Une émeute frumentaire se produit à Riez les 27 et 28 mars,,. L’évêque de Riez, François de Clugny, est pris à partie, accusé de défendre les accapareurs qui spéculent sur le prix du grain. Les émeutiers sont surtout des paysans ; ils parviennent à obtenir la suppression d’un impôt, le piquet. Dans un premier temps, la réaction consiste dans le rassemblement d’effectifs de la maréchaussée sur place. Puis des poursuites judiciaires sont déclenchées, mais les condamnations ne sont pas exécutées, la prise de la Bastille comme les troubles de la Grande peur donnant lieu, dans un esprit d'apaisement, à une amnistie au début d'août.
La branche du Maconnais de la grande Peur de l’été 1789 touche Riez le 31 juillet : des rumeurs faisant état de bande de plusieurs milliers de brigands qui parcourraient la campagne et seraient à la solde des aristocrates, provoquent la panique : on sonne le tocsin, on s’arme, on envoie des messages aux villages voisins pour se renseigner, ce qui propage la peur. Les solidarités se créent ainsi ; les milices formées à cette occasion constituent la base des bataillons de la Garde nationale.
La société patriotique est autorisée le 22 février 1791 : elle disparaît rapidement, avant de se reformer le 14 mai 1792. Elle est affiliée au club des Jacobins de Paris le 23 mai 1793, à celui de Marseille dès juin 1792 et au club Saint-Jean de Toulon le 25 février 1793. Environ la moitié de la population masculine la fréquente. En 1792-1793, la section de Riez est contrôlée par les fédéralistes. En relations avec la section de Marseille, elle diffuse les idées des Girondins, jusqu’à leur proscription le 31 mai 1793 et l’écrasement de l’insurrection fédéraliste en juillet : le tribunal révolutionnaire ordonne une exécution à Riez.
À la fin des années 1790, le département est infesté de brigands, principalement des déserteurs. C’est dans ce contexte qu’a lieu la tuerie de Riez, le 15 octobre 1799 : onze personnes sont torturées et assassinées par ces brigands.

### Époque contemporaine
Le docteur Prosper Allemand, petit-fils du maire de Puimoisson, milite activement dans tout le canton sous la Deuxième République. La commune compte ainsi 8 sociétés secrètes, créées par Langomazino, comptant environ 120 membres en 1851. Quand la nouvelle du coup d'État du 2 décembre 1851 arrive à Riez, un comité insurrectionnel se met immédiatement en place pour défendre la République. Les gendarmes sont désarmés, les 213 fusils de la garde nationale sont saisis. Le 6 décembre, les insurgés d’Allemagne et de Sainte-Croix se joignent à ceux de Riez, et la colonne de 500 à 600 hommes se dirige ensuite vers Digne. En chemin, elle rallie les insurgés de Puimoisson et de Roumoules.
Après l’occupation de Digne et le combat des Mées, deux bataillons d’infanterie occupent le canton pour mener la répression. C’est le colonel Henri de Sercey qui dirige les opérations ; il est condamné en 1853 pour escroquerie et abus de confiance. La répression judiciaire est sévère envers ceux qui se sont levés pour défendre la République : 41 habitants de Riez sont traduits devant la commission mixte, la majorité étant condamnés à la déportation en Algérie.
Comme de nombreuses communes du département, Riez se dote d’une école bien avant les lois Jules Ferry : en 1863, elle en possède déjà une qui dispense une instruction primaire aux garçons, au chef-lieu. La même instruction est donnée aux filles, la loi Falloux (1851) imposant l’ouverture d’une école de filles aux communes de plus de 800 habitants.
Dans la soirée du 18 août 1944, la colonne du général Butler arrive à Riez, trois jours après le débarquement de Provence,. Ses blindés ont progressé de près de 70 km dans la journée sans accrochage. Ils repartent en deux colonnes dès le lendemain, l’une vers Valensole et la vallée de la Durance, l’autre vers Mézel et la route Napoléon pour rejoindre Digne.
Jusqu’au milieu du XXe siècle, la vigne était cultivée à Riez. Plusieurs centaines d’hectares produisaient un vin de qualité, vendu sur les marchés régionaux. Cette culture est aujourd’hui abandonnée.

## Géographie

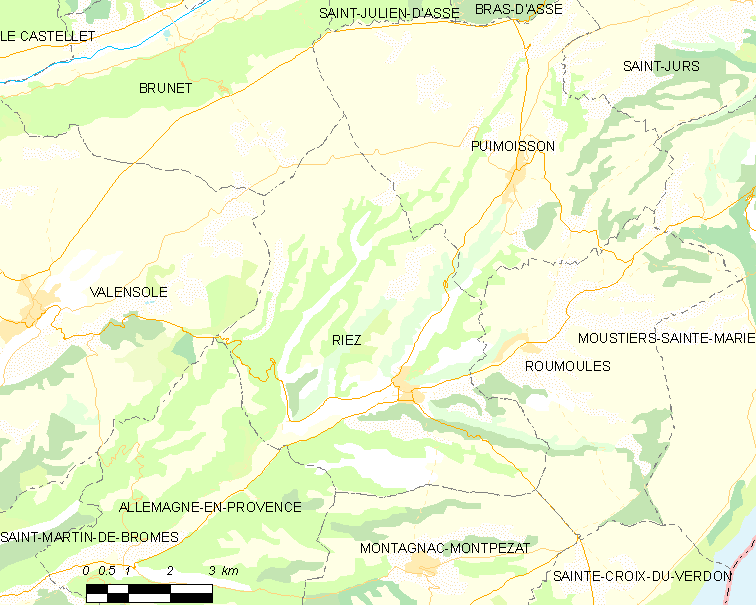
Riez et les communes voisines (Cliquez pour agrandir, et avoir accès à la légende).

Le village est situé au pied du mont (ou de la colline) Saint-Maxime (637 m d'altitude), site classé depuis 1921 à différents titres : la chapelle est un monument historique ; le cyprès du cimetière est un arbre remarquable ; enfin, le site (important repère visuel) a été occupé par un oppidum à l’Âge du Fer. La butte formée par le mont Saint-Maxime domine trois vallées qui se rejoignent au confluent de deux cours d'eau au débit modeste, mais qui ont joué un rôle stratégique pour le développement de Riez : le Colostre, qui rejoint le Verdon à Saint-Martin-de-Brômes, et son affluent l'Auvestre.
Riez se situe au croisement des routes historiques qui relient les Alpes (via Digne) et la vallée de la Durance (via Valensole) au haut Var et à Aix-en-Provence. Touchée par la désaffection de ces voies de communication au siècle dernier, elle constitue aujourd'hui une agglomération d'importance modeste dont l'économie repose principalement sur le tourisme.
Lieu de villégiature en été, Riez profite de sa situation au cœur du parc naturel régional du Verdon. La commune compte 1 063 ha de bois et forêts.
|                       | Brunet              | Puimoisson |
| Valensole             | Riez                | Roumoules  |
| Allemagne-en-Provence | Montagnac-Montpezat |            |

### Risques naturels et tectoniques
Aucune des 200 communes du département ne se trouve dans une zone de risque sismique nul. Le canton de Riez est en zone 1b (sismicité faible) selon la classification déterministe de 1991, basée sur les séismes historiques, et en zone 3 (risque moyen) selon la classification probabiliste EC8 de 2011. La commune de Riez est également exposée à trois autres risques naturels :
- feu de forêt,
- inondation (notamment dans la vallée du Colostre),
- mouvement de terrain : la commune est presque entièrement concernée par un aléa moyen à fort[72].

La commune de Riez est exposée en outre à un risque d'origine technologique, celui du transport de matières dangereuses par route. Les routes départementales, RD 6, RD 11, RD 952, RD 953 peuvent être empruntées par les transports routiers de marchandises dangereuses.
Le plan de prévention des risques naturels prévisibles (PPR) de la commune a été approuvé en 2006 pour les risques d'inondation et de séisme, mais le Dicrim n'existe pas.
La commune a été l'objet de six arrêtés de catastrophe naturelle pour des inondations et des coulées de boue en 1987, 1994 et 2007, pour des glissements de terrain afférents en 1994 et pour des mouvements de terrain en 2018 et 2020. La commune connaît fréquemment des tremblements de terre, mais ceux-ci atteignent rarement une intensité élevée. Aucun n'a été fortement ressenti depuis celui du 19 mars 1935 (épicentre situé à Saint-Clément-sur-Durance), perçu à Riez avec une intensité macro-sismique ressentie de V sur l'échelle MSK (dormeurs réveillés, chutes d'objets),.

### Transports

#### Services autocars

##### Lignes régionales, réseauZou!
Riez est desservie par 1 ligne EXPRESS qui sont les suivantes :
| Ligne | Tracé                               |
| ----- | ----------------------------------- |
| 67    | Marseille ↔ Gréoux-les-Bains ↔ Riez |

- La ville est aussi reliée par une ligne de PROXIMITÉ :

| Ligne | Tracé                                                  |
| ----- | ------------------------------------------------------ |
| 450   | Castellane ↔ Moustiers-Sainte-Marie ↔ Roumoules ↔ Riez |

##### Lignes intercommunales
- La ville est aussi reliée par 3 lignes intercommunales, réseau Trans'Agglo[78] :

|     | Parcours |
| --- | --- |
| 132 | Puimoisson ↔ Riez ↔ Allemagne-en-Provence ↔ Saint-Martin-de-Brômes ↔ Gréoux-les-Bains ↔ Manosque             |
| 134 | Esparron-de-Verdon ↔ Quinson ↔ Saint-Laurent-du-Verdon ↔ Montagnac-Montpezat ↔ Riez (Transport à la demande) |
| 135 | Puimoisson ↔ Roumoules ↔ Riez (Transport à la demande)                                                       |

- Elle est également desservi par 1 ligne du réseau de transport de Provence Alpes Agglomération:

| Ligne | Tracé                                                                                |
| ----- | ------------------------------------------------------------------------------------ |
| D2    | Riez ↔ Puimoisson ↔ Bras-d'Asse ↔ Estoublon ↔ Mézel ↔ Châteauredon ↔ Digne-les-Bains |

##### Lignes scolaires
Des lignes de transports scolaires ont été mises en place pour rallier le collège de Riez ainsi que les lycées et collèges de Manosque. Ces lignes sont financées par la Communauté d'agglomération Durance Luberon Verdon au travers du réseau Trans'Agglo. En plus des lignes existantes du réseau, d'autres ont été rajoutées.
| Ligne | Tracé                                                 |
| ----- | ----------------------------------------------------- |
| 141 S | Valensole ↔ Brunet ↔ Puimoisson ↔ Riez                |
| 142 S | Esparron-de-Verdon ↔ Riez                             |
| 143 S | Montagnac-Montpezat ↔ Riez                            |
| 144 S | Quinson ↔ Saint-Laurent-du-Verdon ↔ Riez              |
| 145 S | Saint-Martin-de-Brômes ↔ Allemagne-en-Provence ↔ Riez |

### Climat
Pour des articles plus généraux, voir Climat de Provence-Alpes-Côte d'Azur et Climat des Alpes-de-Haute-Provence.
En 2010, le climat de la commune est de type climat méditerranéen altéré, selon une étude du Centre national de la recherche scientifique s'appuyant sur une série de données couvrant la période 1971-2000. En 2020, Météo-France publie une typologie des climats de la France métropolitaine dans laquelle la commune est dans une zone de transition entre le climat de montagne et le climat méditerranéen et est dans une zone de transition entre les régions climatiques « Provence, Languedoc-Roussillon » et « Alpes du sud ».
Pour la période 1971-2000, la température annuelle moyenne est de 11,4 °C, avec une amplitude thermique annuelle de 15,8 °C. Le cumul annuel moyen de précipitations est de 780 mm, avec 6,4 jours de précipitations en janvier et 3,8 jours en juillet. Pour la période 1991-2020, la température moyenne annuelle observée sur la station météorologique de Météo-France la plus proche, « Valensole », sur la commune de Valensole à 9 km à vol d'oiseau, est de 13,3 °C et le cumul annuel moyen de précipitations est de 671,6 mm. 
La température maximale relevée sur cette station est de 41,1 °C, atteinte le 28 juin 2019 ; la température minimale est de −10 °C, atteinte le 4 février 2012,,.
Les paramètres climatiques de la commune ont été estimés pour le milieu du siècle (2041-2070) selon différents scénarios d'émission de gaz à effet de serre à partir des nouvelles projections climatiques de référence DRIAS-2020. Ils sont consultables sur un site dédié publié par Météo-France en novembre 2022.

## Urbanisme

### Typologie
Au 1er janvier 2024, Riez est catégorisée bourg rural, selon la nouvelle grille communale de densité à 7 niveaux définie par l'Insee en 2022.
Elle est située hors unité urbaine et hors attraction des villes,.

### Occupation des sols
L'occupation des sols de la commune, telle qu'elle ressort de la base de données européenne d’occupation biophysique des sols Corine Land Cover (CLC), est marquée par l'importance des territoires agricoles (55,6 % en 2018), en diminution par rapport à 1990 (56,9 %). La répartition détaillée en 2018 est la suivante : 
terres arables (33,9 %), forêts (32,6 %), zones agricoles hétérogènes (21,7 %), milieux à végétation arbustive et/ou herbacée (9,6 %), zones urbanisées (2,2 %).
L'évolution de l’occupation des sols de la commune et de ses infrastructures peut être observée sur les différentes représentations cartographiques du territoire : la carte de Cassini (XVIIIe siècle), la carte d'état-major (1820-1866) et les cartes ou photos aériennes de l'IGN pour la période actuelle (1950 à aujourd'hui).

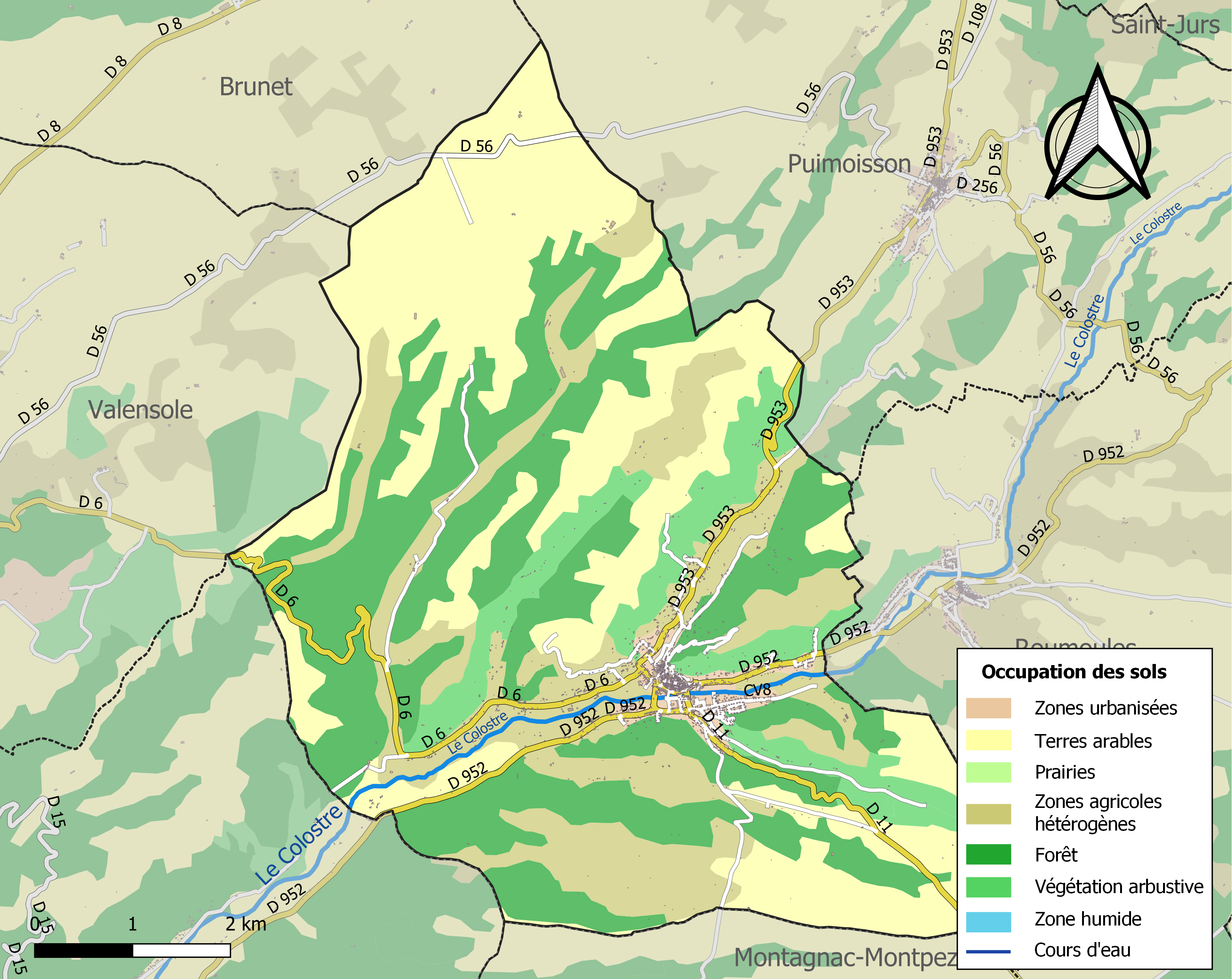
Carte de l'occupation des sols de la commune en 2018 (CLC).

## Politique et administration

### Intercommunalité
Riez était, en 2011, l'une des treize communes du département à n'être rattachée à aucun établissement public de coopération intercommunale (EPCI) à fiscalité propre. À la suite du schéma départemental de coopération intercommunale de 2011 établi par la préfecture, prévoyant « la couverture intégrale du territoire par des EPCI à fiscalité propre », la commune fait partie, depuis le 1er janvier 2013, de la communauté d'agglomération Durance Luberon Verdon.

### Liste des maires

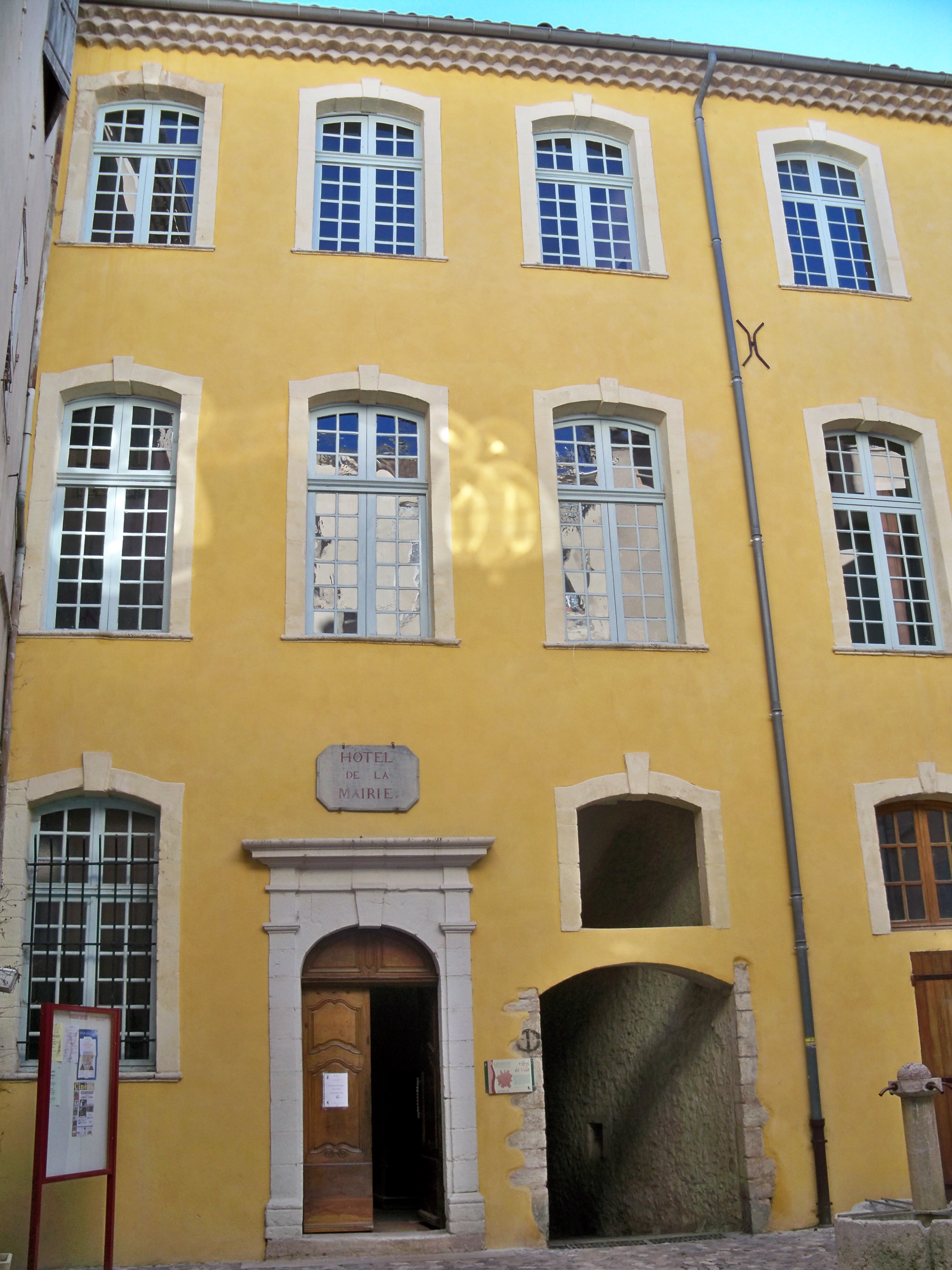
Mairie de Riez-la-Romaine

| Période                                  | Période                       | Identité           | Étiquette        | Qualité                                                                                              |
| ---------------------------------------- | ----------------------------- | ------------------ | ---------------- | --- |
|                                          |                               |                    |                  | |
| 1850                                     | 1853                          | Benjamin Maillet   |                  | |
|                                          |                               |                    |                  | |
| 1870                                     | 1873                          | Prosper Allemand   | UR               | Médecin Député Conseiller général du Canton de Riez (1861-1886)                                      |
|                                          |                               |                    |                  | |
|                                          |                               | R. Bagarry         |                  | |
|                                          |                               | Maxime Amiel       |                  | Conseiller général                                                                                   |
|                                          |                               |                    |                  | |
| 1935                                     | 1944                          | Jean Martin        |                  | |
| mai 1945                                 | 1975                          | Maxime Javelly,    | Parti socialiste | Ancien Résistant, il se présente sous cette étiquette puis sénateur et conseiller général socialiste |
| 1975                                     | 1993                          | Emile Bouteuil     | Parti socialiste | |
| mars 2001                                | septembre 2013                | Michel Zorzan      | Parti socialiste | Conseiller général, démissionne pour raisons de santé                                                |
| octobre 2013                             | avril 2014                    | Claude Bondil      | PS,              | |
| avril 2014                               | En cours (au 21 octobre 2014) | Christophe Bianchi | DVD              | |
| Les données manquantes sont à compléter. |                               |                    |                  | |

### Environnement et recyclage
| Riez Magliano Alfieri |

La collecte et traitement des déchets des ménages et déchets assimilés et la protection et mise en valeur de l'environnement se font dans le cadre de la communauté d'agglomération Durance Luberon Verdon.
La commune dispose d'une déchèterie.
Riez a reçu le label « village et cité de caractère ».

### Services publics
Une brigade de gendarmerie chef-lieu de communauté est implantée à Riez.

### Jumelages
- Magliano Alfieri (Italie) depuis 2008[102]

## Population et société

### Démographie
En 2022 , Riez comptait 1625 habitants. À partir du XXIe siècle, les recensements réels des communes de moins de 10 000 habitants ont lieu tous les cinq ans (2005, 2010, 2015, etc. pour Riez).
| 1716  | 1760  | 1793  | 1800  | 1806  | 1821  | 1831  | 1836  | 1841  |
| ----- | ----- | ----- | ----- | ----- | ----- | ----- | ----- | ----- |
| 2 532 | 3 027 | 2 872 | 2 784 | 2 932 | 2 867 | 3 115 | 2 870 | 2 841 |

| 1846  | 1851  | 1856  | 1861  | 1866  | 1872  | 1876  | 1881  | 1886  |
| ----- | ----- | ----- | ----- | ----- | ----- | ----- | ----- | ----- |
| 2 835 | 2 661 | 2 572 | 2 386 | 2 575 | 2 564 | 2 557 | 2 381 | 2 333 |

| 1891  | 1896  | 1901  | 1906  | 1911  | 1921  | 1926  | 1931  | 1936  |
| ----- | ----- | ----- | ----- | ----- | ----- | ----- | ----- | ----- |
| 2 111 | 1 964 | 1 813 | 1 768 | 1 721 | 1 217 | 1 292 | 1 270 | 1 250 |

| 1946  | 1954  | 1962  | 1968  | 1975  | 1982  | 1990  | 1999  | 2005  |
| ----- | ----- | ----- | ----- | ----- | ----- | ----- | ----- | ----- |
| 1 204 | 1 108 | 1 177 | 1 379 | 1 560 | 1 680 | 1 707 | 1 667 | 1 702 |

| 2006  | 2010  | 2015  | 2020  | 2022  | - | - | - | - |
| ----- | ----- | ----- | ----- | ----- | - | - | - | - |
| 1 702 | 1 805 | 1 828 | 1 661 | 1 625 | - | - | - | - |

### Cultes

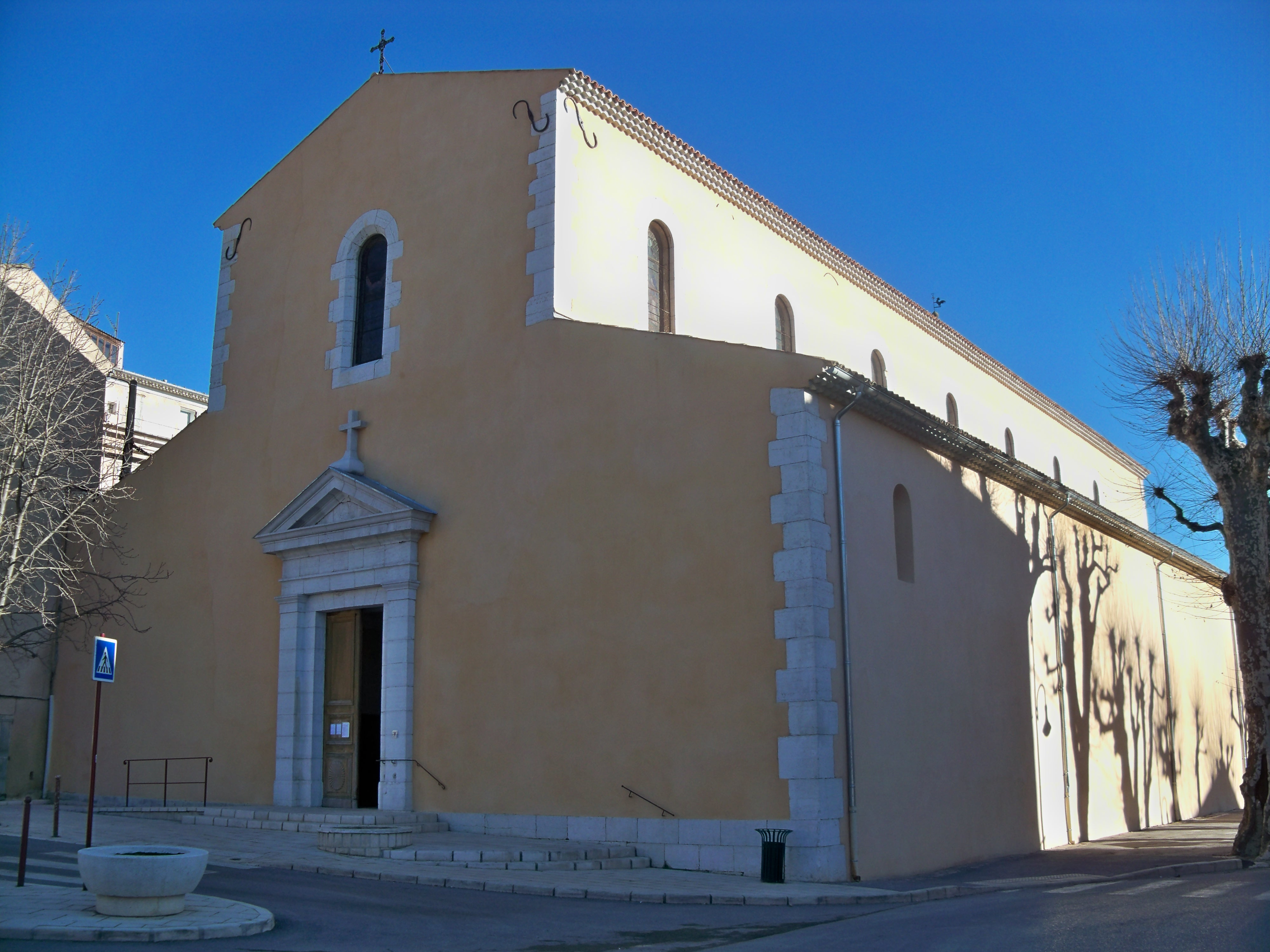
Notre-Dame de l'Assomption

Le culte catholique est assuré à la cathédrale Notre-Dame-de-l'Assomption, et le culte protestant à la chapelle de l'Hôpital.

### Enseignement
La commune est dotée de trois établissements d’enseignement :
- deux écoles : une élémentaire et une maternelle[105] ;
- le collège Maxime-Javelly.

### Sports
Un stade multisports, un gymnase ; un boulodrome.

### Santé
Les professions de la santé sont présentes à Riez, notamment avec 6 généralistes, 3 infirmières, un dentiste, et une pharmacie.Un hôpital et un hospice.

### Services publics
La mairie a mis en place un « point-public » à Riez, lieu permettant les renseignements dans les domaines administratifs. Dans le cadre de ce point public, les habitants ont accès à certains services publics, certains jours de chaque mois, notamment l'ANPE, la sécurité sociale et la MSA, la chambre des métiers.
Un bureau de poste, une antenne du Trésor Public et une gendarmerie sont présents de façon permanente.

## Économie
Riez vit essentiellement du tourisme, qui anime le centre-ville de restaurants et d'ateliers d'artisanat. Ainsi que des chambres d'hôte, hotel et un camping 3 étoiles. L'agriculture occupe aussi une place importante avec la culture de céréales, de lavande, de la truffe et d'arbres fruitiers.

### Agriculture
La culture de l’olivier tient une place non négligeable dans la commune. Alors que la production d’huile d’olive était très importante jusqu’au début du XXe siècle (avec 19 000 pieds), elle connait un fort déclin à Riez, avec seulement 2200 pieds en 1994,. Le renouveau de l’oliveraie a été subventionné par le ministère de l'Agriculture dans les années 1990. Outre son rôle économique, l’oliveraie peut aussi jouer un rôle de limitation des incendies de forêt, en faisant office de pare-feu. Elle se développe à nouveau et compte plusieurs milliers de pieds en 2005.
La coopérative agricole (coopérative céréalière) dite Coopérative de blé de la région de Riez.

### Industrie
Blancheton et fils, entreprise de BTP, emploie 3 salariés.

## Culture et patrimoine

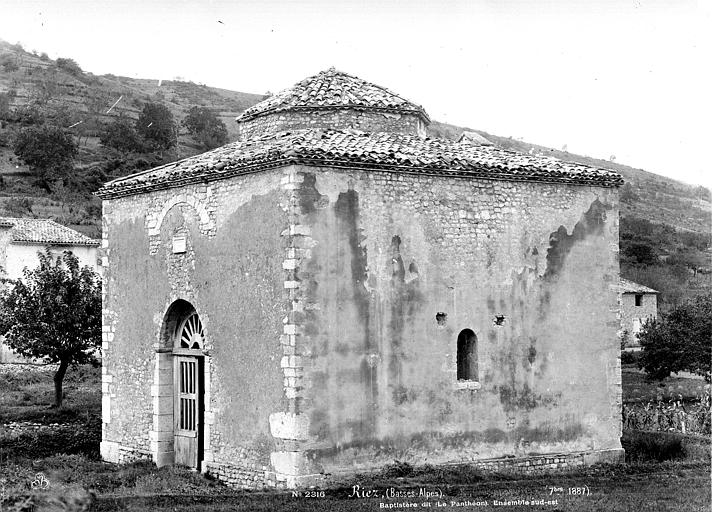
Baptistère de Riez, dit « le Panthéon », photographie de Séraphin-Médéric Mieusement

### Antiquité

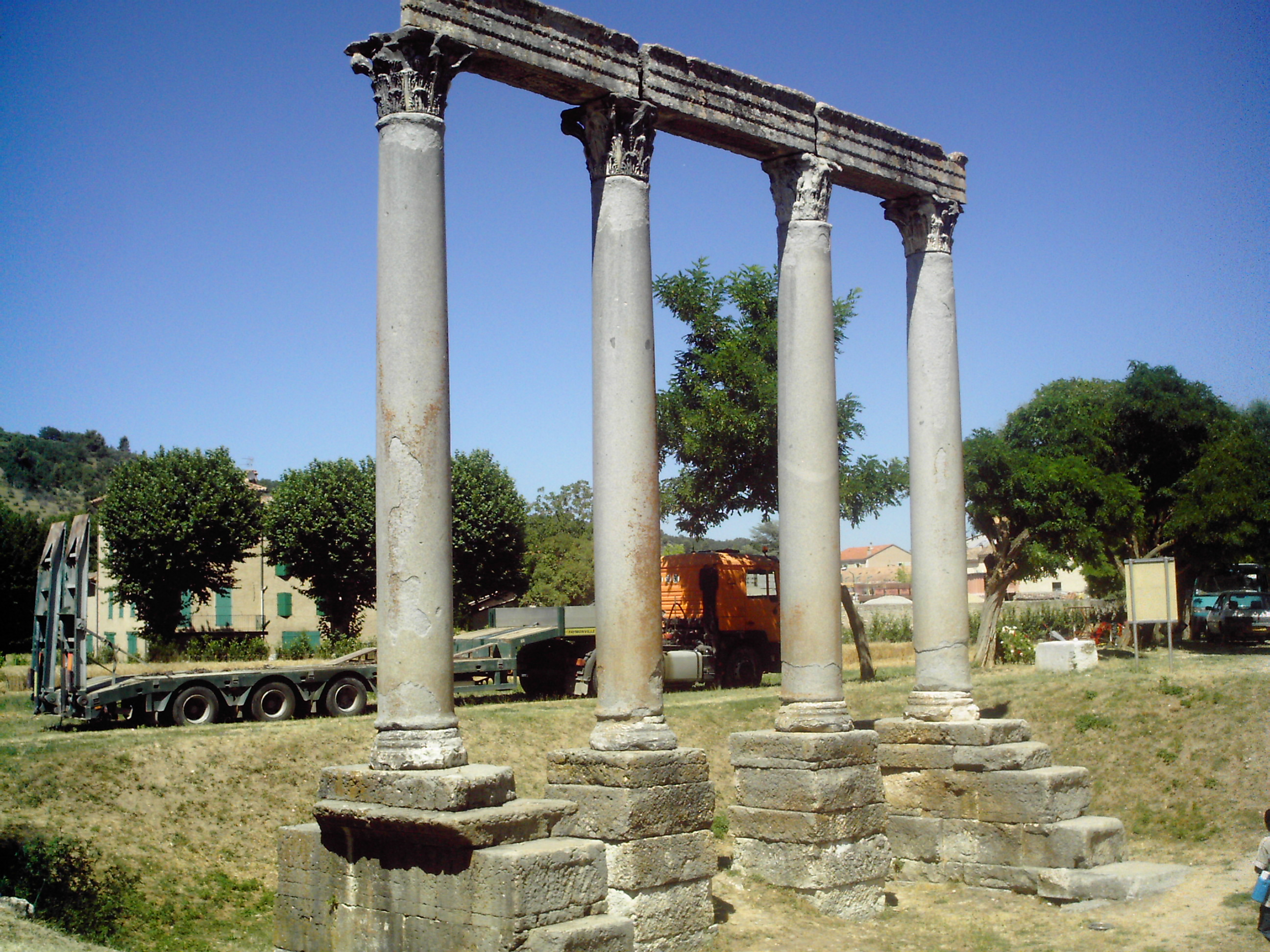
Les Quatre Colonnes de Riez

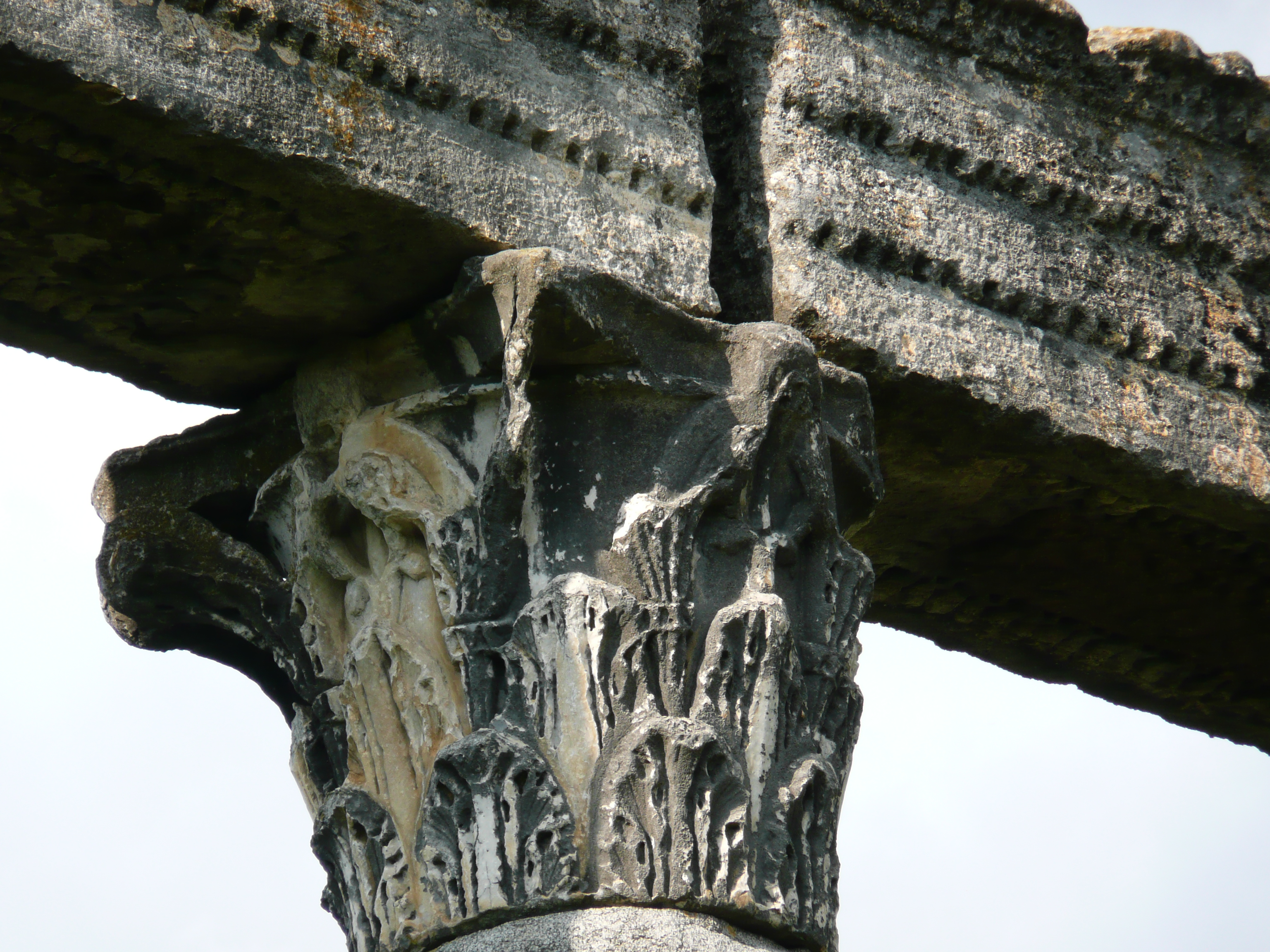
Colonnes de Riez : détail d'un chapiteau corinthien et de l'architrave

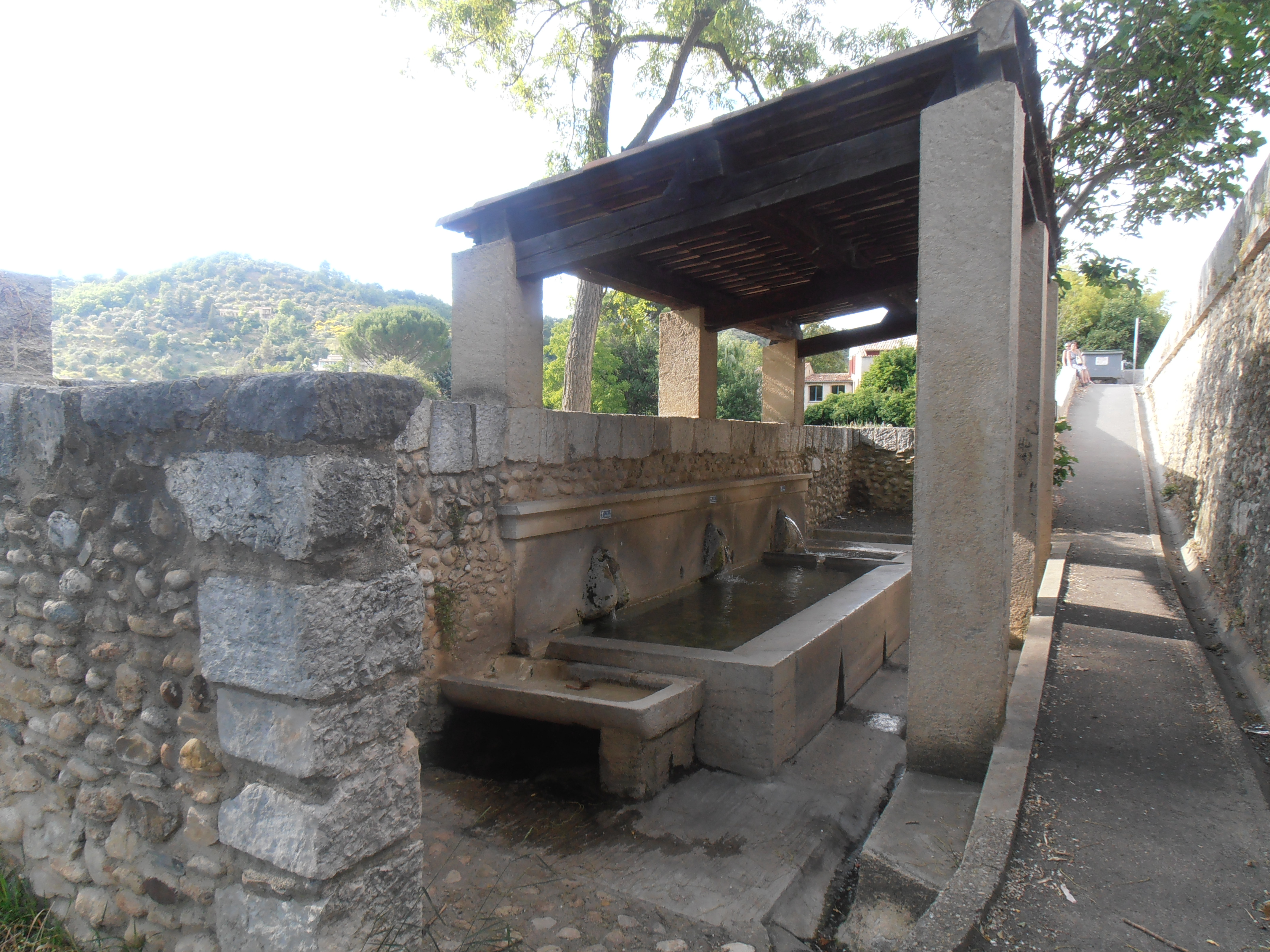
Fontaine sur le passage d'accès aux colonnes antiques

La colonnade antique, qui est avec le baptistère la curiosité archéologique la plus spectaculaire de la ville, se dresse dans un pré situé entre le Colostre et l'Auvestre : quatre colonnes romaines monolithes de granit gris, hautes de près de 5, 90 m. et surmontées de chapiteaux corinthiens en marbre blanc, supportent encore une architrave. Elles sont les derniers vestiges d'un temple dont certains ont supposé qu'il était dédié à Apollon, et qui pourrait dater de la fin du Ier siècle de notre ère. Leur particularité est d’avoir été conservées en place depuis l’Antiquité, à l’entrée de la ville. Les Colonnes de Riez ont été classées monument historique dès la liste de 1840,.
Les thermes romains, découverts en 1842, ont été fouillés à partir de 1970
.
Le baptistère de Riez remonte probablement au Ve siècle. Bâti avec des matériaux antiques en remploi, il appartenait à un premier groupe cathédral aujourd'hui détruit. Comparable au baptistère de Fréjus, dans le Var, il est de plan octogonal inscrit dans une construction de plan carré ; quatre absidioles, dont l'une contient l’autel, se greffent sur les pans coupés et s'enfoncent dans la maçonnerie, sans faire saillie à l'extérieur. Huit colonnes antiques de granit surmontées de chapiteaux corinthiens de marbre, disposées en cercle, entourent la cuve baptismale, dont il ne reste que des débris. La coupole de l'édifice a été refaite au XIIe siècle.
Le baptistère de Riez est, comme la colonnade antique, classé monument historique depuis la liste de 1840,,.

### Moyen Âge
La vieille ville offre une architecture typique de la Haute Provence, dans laquelle des rues étroites sont bordées par les façades colorées des maisons de maître. Certaines de ces dernières abritent encore plusieurs gypseries des XVe et XVIe siècles.
La fontaine de la Colonne. Des actes datant de 1412 la nomment « fontaine ronde »,.
Le clocher de l'Horloge est un des derniers vestiges des remparts qui protégeaient le village. Il abrite une horlogerie vieille de plusieurs siècles, probablement du XVIe siècle, et qu'aujourd'hui encore les employés communaux remontent chaque samedi matin. Les portes de la ville, Aiguière et Saint-Sols (ou Sanson), sont en mauvais état.

### Renaissance
La ville compte plusieurs hôtels de la Renaissance, dont l’hôtel Mazan.
Le plus ancien était l’hôtel Ferrier. Il fut construit à la fin du XVe siècle par l’évêque de Riez Marc Lascaris de Tende. En dépit des travaux de consolidation en 2006, il s'effondra partiellement le 9 octobre 2012. Sa "déconstruction", organisée par la municipalité et le service des Monuments Historiques (DRAC-PACA) s'est achevée à l'hiver 2014.
La chapelle Saint-Maxime, située sur la colline homonyme qui domine la ville, succéda à la deuxième cathédrale. Elle perpétue le souvenir de celle-ci, détruite en 1596. Son achèvement remonte à 1665.
La cathédrale actuelle est une église construite à partir de 1490 ; le siège cathédral y fut installé en 1523, après la démolition de l'ancien édifice. Elle est placée sous le patronage de sainte Thècle et de saint Maxime de Riez. Après les destructions de 1574, c’est Henri III qui finance les travaux. On démolit d’abord ce qui restait de la cathédrale, puis le chantier de reconstruction fut lancé, en plusieurs temps : le chœur et la nef, puis la sacristie (achevée en 1594). Enfin, la première pierre du clocher fut posée en 1599, et les travaux s'achevèrent en 1605. Sept chapelles furent ajoutées par l’évêque Louis Doni d’Attichy en 1649.

### XVIIesiècle
Ancien couvent des Capucins de 1607.
Maison avec décors de gypseries au 31 Grand-Rue, inscrite au titre des Monuments historiques en 2022.

### XIXesiècle
Sur la place Saint-Antoine, un cadran solaire date de 1806 ; austère, il est carré et composé uniquement de lignes noires sur fond blanc. Il porte la légende « L’instant le plus serein est marqué par une ombre ».
Orgue de 1847 de la Cathédrale Notre-Dame-de-l'Assomption de Riez,,,,.
L’ancienne cathédrale Notre-Dame-de-la-Sède date des XVe – XVIIe siècles. La cathédrale s'écroula en 1842 ; quelques vestiges en sont conservés dans la nouvelle église. La cathédrale était le siège de l'ancien diocèse de Riez créé au Ve siècle, supprimé à la Révolution.

### XXesiècle
- Les monuments commémoratifs et funéraires :
  - Monument aux morts[136],
  - Plaque commémorative église de Riez[137].

### Musées
Le musée archéologique (fondé en 1929), possède un dépôt archéologique construit en 1997, en annexe de l’hôtel Mazan.
- Baptistère, musée lapidaire[139] :
  - plaque funéraire, Xe siècle,
  - stèle funéraire de Titus Julius Titulus, Gallo-romain,
  - sarcophage Ve siècle (?),
  - plaque commémorative Gallo-romain,
  - plaque commémorative Gallo-romain,
  - urne cinéraire Gallo-romain,
  - stèle funéraire de M. Julius Gratus Gallo-romain.

### Héraldique
| Blason de Riez | Blason  | D'argent à un pommier terrassé de sinople fruité de gueules, adextré d'un ours contourné de sable rampant contre le tronc de l'arbre. |
| Blason de Riez | Détails | Bien que figurant ainsi à l'Armorial général de France, le blason connaît quelques variantes dans ses représentations ; ses origines ne sont pas connues, bien qu'il soit certainement antérieur au XVIe siècle. Le statut officiel du blason reste à déterminer. |

## Personnalités liées à Riez
- Fauste de Riez, saint et deuxième évêque de Riez (Ve siècle).
- Gaspard Abeille (Riez, 1648 - Paris, 22 mai 1718), homme d'Église, poète et auteur dramatique français, admis à l’Académie en 1704. Son frère Scipion Abeille, chirurgien militaire, est l'auteur de l'ouvrage Le parfait chirurgien d'armée (1696)[142].
- Laurent Pierre Bérenger, né à Riez en 1749 et mort à Lyon en 1822, homme de lettres[143].
- Jean Joseph Foucou (Riez, 1739 - Paris, 16 février 1821), sculpteur.
- Henri-Gaspard-Charles Bouret (né à Riez en 1752 et mort en 1805), député à la Convention et aux Cinq-Cents.
- Alphonse Rabbe, né à Riez en 1786 et mort à Paris en 1830, historien et journaliste[144].
- Auguste Chais (1793-1870), né à Riez, député à l’Assemblée Constituante de 1848.
- Jean-Joseph-Maxime Féraud (1810-1897), historien.
- César Allemand (1846-1918), médecin, homme politique, sénateur de la Troisième République.
- Jules Proal (1851-1933), né à Riez, député en 1885.
- Honoré Morénon, peintre qui exécuta, en 1709, le tableau se trouvant au-dessus de l'autel de la chapelle de la Sainte-Trinité à Tourtour[145],[146]
- Tristan Soulaine, arrière petit neveu d'André Malraux (villégiature estivale).
- Maxime Javelly (1907-1983), maire de Riez (1945-1975), sénateur des Alpes-de-Haute-Provence (1969-1980).
- Yves Gomy (1942- ), entomologiste et enseignant au collège Maxime Javelly et son épouse y vécurent de 1973 à 1978.
- Philippe Granarolo  (1954- ), comédien né à Riez
- Laurent Kérusoré (1974- ), comédien, vit à Riez